# اس‌اس ۴۳۳
اس‌اس ۴۳۳ یک ستاره است که در صورت فلکی عقاب قرار دارد.